# كينتا أساكورا
كينتا أساكورا (باليابانية: 朝倉健太؛ بالكانا: あさくら けんた) هو لاعب كرة قاعدة ياباني، ولد في 11 يونيو 1981 في غيفو في اليابان.

## وصلات خارجية
- كينتا أساكورا على موقع الدوري الياباني لكرة القاعدة (الإنجليزية)
- كينتا أساكورا على موقعبيزبول رفرنس.كوم (الدوري الثانوي) (الإنجليزية)